# Powiat Neckar-Odenwald
Powiat Neckar-Odenwald (niem. Neckar-Odenwald-Kreis) – powiat w Niemczech, w kraju związkowym Badenia-Wirtembergia, w rejencji Karlsruhe, w regionie Rhein-Neckar. Stolicą powiatu jest miasto Mosbach.

## Podział administracyjny
W skład powiatu Neckar-Odenwald wchodzi:
- sześć gmin miejskich (Stadt)
- 21 gmin wiejskich (Gemeinde)
- trzy wspólnoty administracyjne (Vereinbarte Verwaltungsgemeinschaft)
- sześć związków gmin (Gemeindeverwaltungsverband)

Miasta:
| Lp. | Nazwa miasta      | Ludność (31.12.2010) | Powierzchnia km² |
| --- | ----------------- | -------------------- | ---------------- |
| 1   | Adelsheim         | 5.307                | 43,84            |
| 2   | Buchen (Odenwald) | 18.276               | 138,99           |
| 3   | Mosbach           | 24.490               | 62,23            |
| 4   | Osterburken       | 6.498                | 47,32            |
| 5   | Ravenstein        | 2.960                | 55,99            |
| 6   | Walldürn          | 11.702               | 105,88           |

Gminy wiejskie:
| Lp. | Nazwa gminy    | Ludność (31.12.2010) | Powierzchnia km² |
| --- | -------------- | -------------------- | ---------------- |
| 1   | Aglasterhausen | 4.882                | 22,85            |
| 2   | Billigheim     | 5.742                | 48,97            |
| 3   | Binau          | 1.378                | 4,83             |
| 4   | Elztal         | 5.969                | 46,63            |
| 5   | Fahrenbach     | 2.778                | 16,42            |
| 6   | Hardheim       | 7.223                | 87,03            |
| 7   | Haßmersheim    | 4.908                | 19,15            |
| 8   | Höpfingen      | 3.152                | 30,47            |
| 9   | Hüffenhardt    | 2.042                | 17,62            |
| 10  | Limbach        | 4.501                | 43,61            |
| 11  | Mudau          | 4.943                | 107,55           |
| 12  | Neckargerach   | 2.330                | 15,32            |
| 13  | Neckarzimmern  | 1.531                | 8,18             |
| 14  | Neunkirchen    | 1.842                | 15,95            |
| 15  | Obrigheim      | 5.221                | 24,27            |
| 16  | Rosenberg      | 2.166                | 40,97            |
| 17  | Schefflenz     | 4.144                | 36,97            |
| 18  | Schwarzach     | 3.198                | 8,37             |
| 19  | Seckach        | 4.331                | 27,85            |
| 20  | Waldbrunn      | 4.823                | 44,33            |
| 21  | Zwingenberg    | 679                  | 4,70             |

Wspólnoty administracyjne:
| Lp. | Nazwa wspólnoty administracyjnej | Ludność (31.12.2010) | Powierzchnia km² | Liczba gmin |
| --- | -------------------------------- | -------------------- | ---------------- | ----------- |
| 1   | Haßmersheim                      | 6.950                | 36,77            | 2           |
| 2   | Limbach                          | 7.279                | 60,03            | 2           |
| 3   | Mosbach                          | 37.211               | 141,31           | 4           |

Związki gmin:
| Lp. | Nazwa związku gmin     | Ludność (31.12.2010) | Powierzchnia km² | Liczba gmin |
| --- | ---------------------- | -------------------- | ---------------- | ----------- |
| 1   | Hardheim-Walldürn      | 22.077               | 223,38           | 3           |
| 2   | Kleiner Odenwald       | 9.922                | 47,17            | 3           |
| 3   | Neckargerach-Waldbrunn | 9.210                | 47,47            | 4           |
| 4   | Osterburken            | 13.592               | 144,28           | 3           |
| 5   | Schefflenztal          | 9.886                | 85,94            | 2           |
| 6   | Seckachtal             | 9.638                | 71,69            | 2           |